# 윌리엄 패터슨 (은행가)

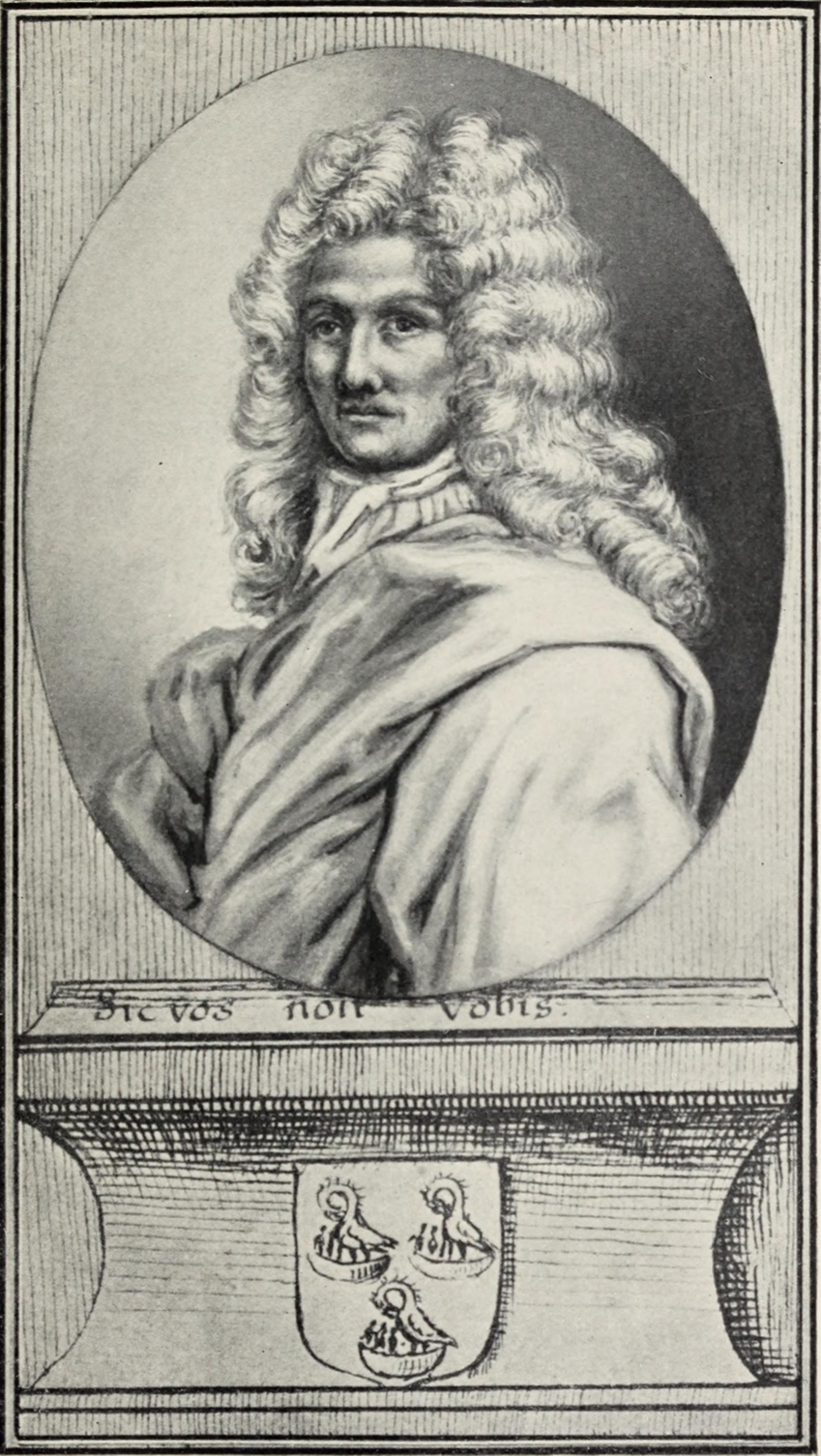
윌리엄 패터슨

윌리엄 패터슨(William Paterson)은 스코틀랜드 왕국의 상인이자 은행가이다. 다리엔 계획(Darien scheme)을 적극 지지한 자 중 한명으로 계획이 실패로 진행되자 결국 1707년 연합법이 창설되어 그레이트브리튼 왕국이 세워지게 된 원흉이 된 자이기도 하다.